# Ханнуши, Халид
Халид Юсуф Абдурахман Ханнуши (араб. خالد خنّوشي‎, англ. Khalid Yusuf Abdurahman Khannouchi) — марокканско-американский марафонец. Один из шести марафонцев в истории, которым удавалось побить собственный мировой рекорд в марафоне. До него это сделали Джим Питерс, Дерек Клейтон, Абебе Бикила, а после него — Хайле Гебреселассие и Элиуд Кипчоге.
Халид родился 22 декабря 1971 года в городе Мекнес (Марокко). С 1992 года участвовал в различных легкоатлетических пробегах. В 1993 году стал чемпионом Универсиады на дистанции 5000 метров. На марафонской дистанции дебютировал в 1997 году на Чикагском марафоне — стал победителем с результатом 2:07.10. В 1999 году на трассе Чикагского марафона устанавливает мировой рекорд в марафоне — 2:05.42. В 2000 году становится победителем 10-километрового пробега World's Best 10K. В 2002 году на Лондонском марафоне улучшает мировой рекорд на 4 с — 2:05.38. В этом же году в четвёртый раз становится победителем Чикагского марафона — 2:05.56. В настоящее время владеет рекордом США в марафоне.
2 мая 2002 года получил гражданство США.
Несмотря на выдающиеся успехи в марафоне, Ханнуши ни разу не выступал на Олимпийских играх.
В марте 2012 года заявил о завершении спортивной карьеры в связи с рецидивом травмы ног.